# Zuid-Amerikaans kampioenschap voetbal onder 17
Het Zuid-Amerikaans kampioenschap voetbal onder 17  (Spaans: Campeonato Sudamericano Sub-17) is een tweejaarlijks voetbaltoernooi tussen Zuid-Amerikaanse nationale mannenteams met spelers onder de 17 jaar. Tussen 1985 en 1988 werd dit toernooi gespeeld voor spelers onder de 16 jaar. Brazilië won het toernooi het vaakst.

## Kwalificatie wereldkampioenschap
Dit toernooi start in 1985 en diende vanaf dat moment gelijk als kwalificatietoernooi voor het Wereldkampioenschap voetbal onder 16, tegenwoordig onder de 17. Bij het eerste toernooi kwalificeerde de drie beste Zuid-Amerikaanse landen zich, bij het toernooi van 2019 kwalificeerden vier landen zich via dat toernooi.

## Format
Op de eerste drie toernooien werd een competitie afgewerkt waarbij alle landen in 1 groep kwamen en een keer tegen elkaar speelden. In 1999 was er een knock-outfase na de groepsfase en ook in 2009 was er een finale. Op de andere toernooien werden de landen verdeeld in 2 groepen. De beste landen kwalificeerden zich voor de finalegroep. Het land dat de finalegroep wint is winnaar van het toernooi.

## Historisch overzicht
| Zuid-Amerikaans kampioenschap voetbal onder 16 (1985–1988)  |            |                                      |                                      |                                      |                                      |                                      |                                      |
| Jaar                                                        | Gastland   | Finale                               | Finale                               | Finale                               | Troostfinale                         | Troostfinale                         | Troostfinale                         |
| Jaar                                                        | Gastland   | Winnaar                              | Uitslag                              | Tweede                               | Derde                                | Uitslag                              | Vierde                               |
| 1985 Details                                                | Argentinië | Argentinië                           | groep                                | Brazilië                             | Ecuador                              | groep                                | Chili                                |
| 1986 Details                                                | Peru       | Bolivia                              | groep                                | Brazilië                             | Ecuador                              | groep                                | Argentinië                           |
| 1988 Details                                                | Ecuador    | Brazilië                             | groep                                | Argentinië                           | Colombia                             | groep                                | Paraguay                             |
| Zuid-Amerikaans kampioenschap voetbal onder 17 (1991–heden) |            |                                      |                                      |                                      |                                      |                                      |                                      |
| 1991 Details                                                | Paraguay   | Brazilië                             | groep                                | Uruguay                              | Argentinië                           | groep                                | Chili                                |
| 1993 Details                                                | Colombia   | Colombia                             | groep                                | Chili                                | Argentinië                           | groep                                | Brazilië                             |
| 1995 Details                                                | Peru       | Brazilië                             | groep                                | Argentinië                           | Uruguay                              | groep                                | Chili                                |
| 1997 Details                                                | Paraguay   | Brazilië                             | groep                                | Argentinië                           | Chili                                | groep                                | Paraguay                             |
| 1999 Details                                                | Uruguay    | Brazilië                             | 5–0                                  | Paraguay                             | Uruguay                              | 4–2                                  | Argentinië                           |
| 2001 Details                                                | Peru       | Brazilië                             | groep                                | Brazilië                             | Paraguay                             | groep                                | Venezuela                            |
| 2003 Details                                                | Bolivia    | Argentinië                           | groep                                | Brazilië                             | Colombia                             | groep                                | Uruguay                              |
| 2005 Details                                                | Venezuela  | Brazilië                             | groep                                | Uruguay                              | Ecuador                              | groep                                | Colombia                             |
| 2007 Details                                                | Ecuador    | Brazilië                             | groep                                | Colombia                             | Argentinië                           | groep                                | Peru                                 |
| 2009 Details                                                | Chili      | Brazilië                             | 2–2 (p. 6–5)                         | Argentinië                           | Uruguay                              | groep                                | Colombia                             |
| 2011 Details                                                | Ecuador    | Brazilië                             | groep                                | Uruguay                              | Argentinië                           | groep                                | Ecuador                              |
| 2013 Details                                                | Argentinië | Argentinië                           | groep                                | Venezuela                            | Brazilië                             | groep                                | Uruguay                              |
| 2015 Details                                                | Paraguay   | Brazilië                             | groep                                | Argentinië                           | Ecuador                              | groep                                | Paraguay                             |
| 2017 Details                                                | Chili      | Brazilië                             | groep                                | Chili                                | Paraguay                             | groep                                | Colombia                             |
| 2019 Details                                                | Peru       | Argentinië                           | groep                                | Chili                                | Paraguay                             | groep                                | Ecuador                              |
| 2021                                                        | Ecuador    | Gecanceld vanwege de coronapandemie. | Gecanceld vanwege de coronapandemie. | Gecanceld vanwege de coronapandemie. | Gecanceld vanwege de coronapandemie. | Gecanceld vanwege de coronapandemie. | Gecanceld vanwege de coronapandemie. |
| 2023 Details                                                | Ecuador    | Brazilië                             | groep                                | Ecuador                              | Argentinië                           | groep                                | Venezuela                            |
| 2025 Details                                                | Colombia   | Brazilië                             | 1–1 (p. 4–1)                         | Colombia                             | Venezuela                            | 3–0                                  | Chili                                |

## Ranglijst
Bijgewerkt tot en met het toernooi van 2025
| Rang | Land       |                      |                    |                   |
| Rang | Land       | Aantal keer kampioen | Aantal keer tweede | Aantal keer derde |
| 1    | Brazilië   | 14                   | 3                  | 1                 |
| 2    | Argentinië | 4                    | 6                  | 5                 |
| 3    | Colombia   | 1                    | 2                  | 2                 |
| 4    | Bolivia    | 1                    | 0                  | 0                 |
| 5    | Uruguay    | 0                    | 3                  | 3                 |
| 6    | Chili      | 0                    | 3                  | 1                 |
| 7    | Paraguay   | 0                    | 1                  | 3                 |
| 8    | Ecuador    | 0                    | 1                  | 4                 |
| 9    | Venezuela  | 0                    | 1                  | 1                 |